# Amazing Crowns
Gli Amazing Crowns (già noti come Amazing Royal Crowns) sono stati una band rockabilly statunitense di Providence (Rhode Island), attiva dal 1994 al 2000.

## Formazione
- Jason "King" Kandall - voce
- J.D. Burgess - chitarra
- Jack "the swinger" Hanlon - basso
- Judd Williams - batteria

## Discografia
- 1997 - Amazing Royal Crowns
- 2000 - Royal
- 2000 - Payback Live! live

### Apparizioni in compilation
- 2000 - World Warped III Live